# United Nations Barbecue
United Nations Barbecue (UNBBQ) is een artistiek kunstwerk in Amsterdam-Zuidoost. Het valt in de categorie toegepaste kunst; het werk is tevens een barbecuetafel.
Kunstenaarsduo Allora & Calzadilla (Jennifer Allora en Guillermo Cladazilla) ontwierp het in 2009 voor de kunstroute "Open Source Amsterdam"; een kunstroute tussen Kraaiennest en Station Amsterdam Bijlmer. Ze had in 2008 een expositie in het Stedelijk Museum Amsterdam. Het stond in de K-buurt van Amsterdam-Zuidoost. Wanneer dat stuk van Zuidoost wordt aangepakt bij stadsvernieuwing en ongeveer tegelijkertijd het Bijlmerpark heringericht is, verhuist de barbecueplaat naar het noordelijk deel van dat park. In 2014 kreeg het park haar nieuwe naam: Nelson Mandelapark. Het kon dan tevens deel uitmaken van de manifestatie "Straat van Sculpturen" in 2011/2012, dat echter geen doorgang vond.
De smeedijzeren grillplaat is gegoten in de vorm van een wereldkaart.

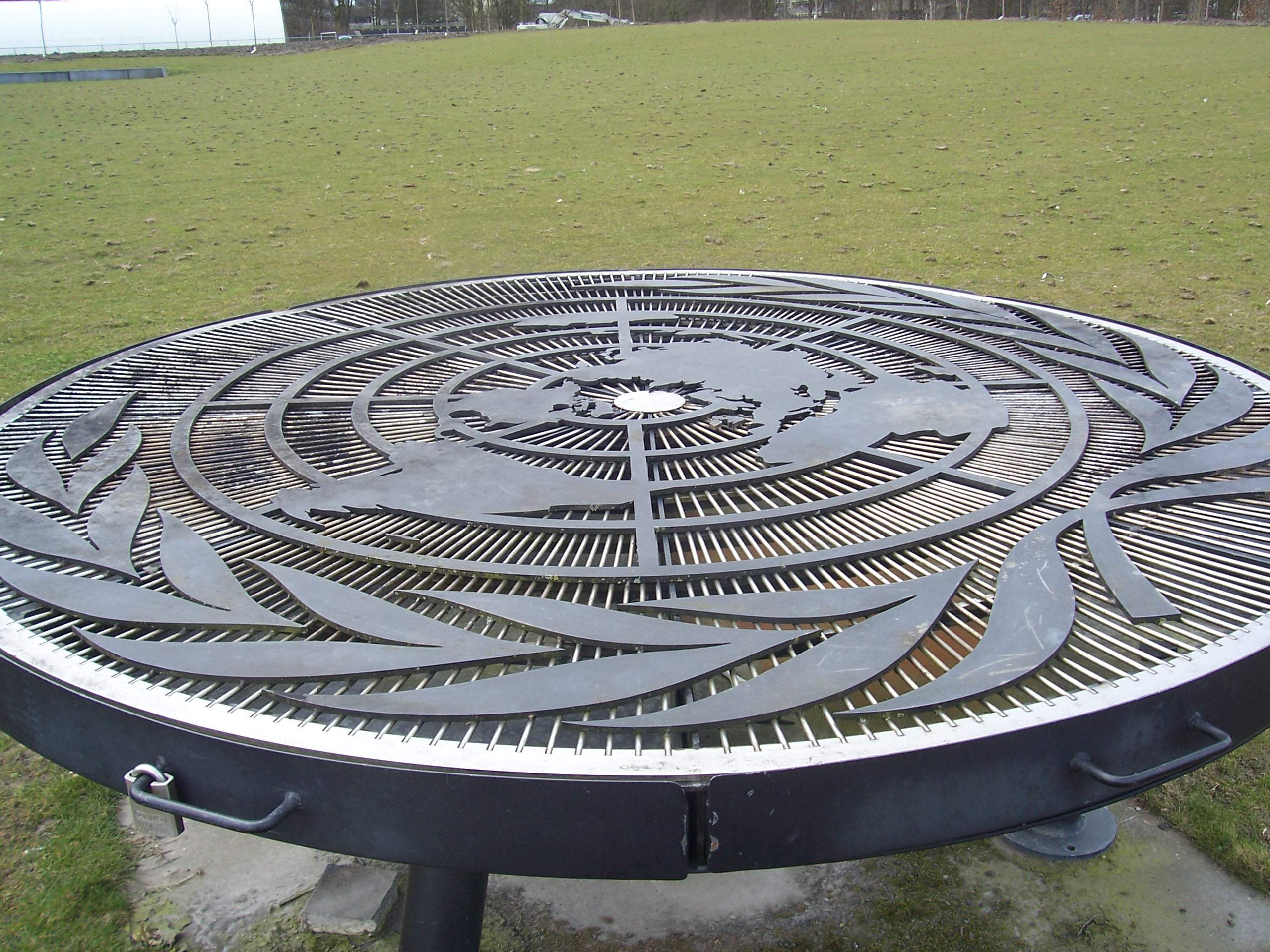
United Nations Barbecue in 2013

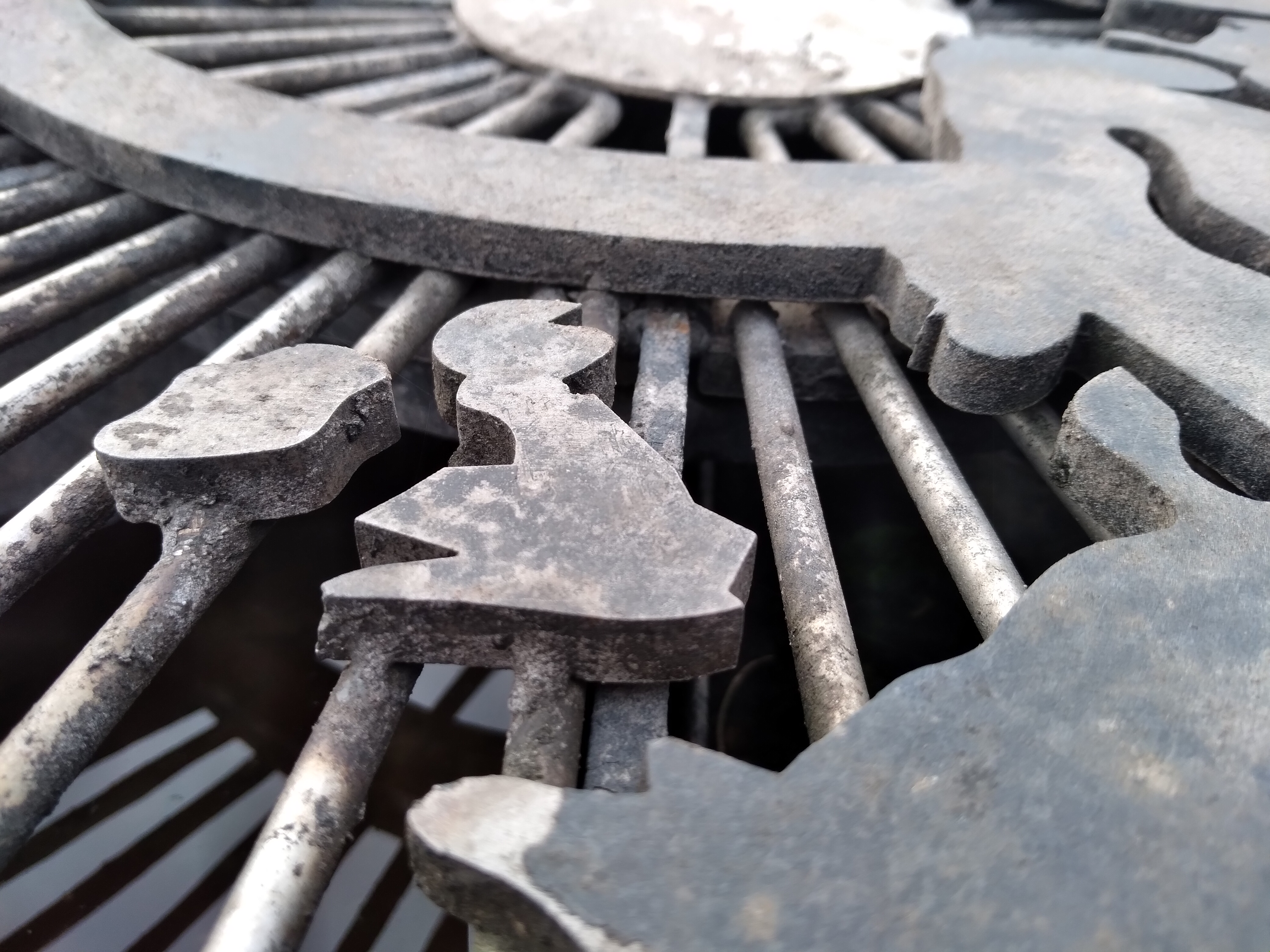
Detail (oktober 2020)